# Socijaldemokratska unija
Socijaldemokratska unija (SDU) bila je lijevo orijentirana politička stranka u Hrvatskoj.
Osnovana je 1992. Godine, od strane ekonomista Branka Horvata. Bila je jedna od rijetkih stranaka potpuno lijevog predznaka nakon pada komunizma i jedina koja se neposredno nakon raspada Jugoslavije i trajanja Domovinskog rata javno zalagala za obnovu ekonomskih, kulturnih i drugih veza s bivšim republikama SFRJ-a. 
Jedini uspjeh postigla je 1993. osvojivši nekoliko mjesta na lokalnim izborima. Iste je godine toj stranci pristupio i živopisni saborski zastupnik Vladimir Bebić te joj na izborima 1995. uspio udvostručiti broj glasova. Međutim tada je izborna kvota povišena na 5 % te je SDU opet ostao izvan Sabora.
Nakon toga je SDU postupno marginaliziran, a 2007. se zajedno s još nekoliko manjih ljevičarskih stranaka ujedinio u Ljevicu Hrvatske.